# Arc The Lad: El Crepúsculo de las Almas
Arc: El Crepúsculo de las Almas es el primer juego de la serie de videojuegos Arc The Lad para PlayStation 2 y el quinto de la serie. El juego fue relanzado en Japón en un set con una caja especial. Originalmente fue lanzado en Estados Unidos como Arc The Lad: Twilight of the Spirits, siendo modificado al pasar por Europa.
La Música para el juego fue compuesta por Koji Sakurai, Takayuki Hattori, Yuko Fukushima, Masahiro Andoh y Takashi Harada, creando un repertorio de temas bastante variado y personal, por lo que fue bastante criticado al no encajar del todo con los escenarios y situaciones del juego.

## Introducción
Mientras un ejército maligno arrasa el planeta en busca de la dominación completa, el destino de dos razas rivales descansa en las manos de Kharg y Darc, dos gemelos separados al nacer. Se han criado de manera completamente diferente: Kharg es un príncipe Humano mientras que Darc es un despreciable y atormentado esclavo Semi-Deimos.

## Personajes

### Humanos
- Kharg
- Paulette
- Marú
- Ganz
- Tatjana
- Lilia
- Samson

### Deimos
- Darc
- Delma
- Volk
- Camellia
- Bebedora
- Densimo

### Secretos
- Diekbeck
- Choco

### Enemigos
- Señor del Abismo Negro
- Emperador Drakham
- Droguza
- Geedo

- Datos: Q2471974